# Kurt Equiluz
Kurt Equiluz (Vienna, 13 giugno 1929 – 20 giugno 2022) è stato un tenore austriaco, noto soprattutto per la registrazione delle cantate di Johann Sebastian Bach con Nikolaus Harnoncourt e Helmuth Rilling. Fu anche membro dell'Opera di Stato di Vienna nel ruolo di tenore buffo dal 1957 al 1983.

## Carriera
Kurt Equiluz fu un solista della Wiener Sängerknaben . Studiò teoria musicale arpa e canto con Adolf Vogel alla Università per la musica e le arti interpretative di Vienna. Fu membro della Wiener Akademie Kammerchor dal 1945.
Il suo primo ruolo da solista alla Wiener Staatsoper risale al 1957 come Pedrillo nel Il ratto dal serraglio di Mozart. Egli rimase stabile nel teatro fino al 1983, interpretando 69 ruoli diversi come tenore buffo, come Jaquino nel Fidelio di Beethoven o Scaramuccio in Ariadne auf Naxos. Debuttò al festival di Salisburgo nella prima di Penelope di Rolf Liebermann nel 1954 poi in Mystère de la Nativité di Frank Martin nel 1960 e nella prima di Das Bergwerk zu Falun di Rudolf Wagner-Régeny nel 1961.
Kurt Equiluz divenne noto per la sua interpretazione delle cantate e degli oratori di Bach essendo stato impegnato nel ciclo completo delle registrazioni di Nikolaus Harnoncourt e Gustav Leonhardt. Fu l'evangelista nella prima registrazione della Passione secondo Giovanni eseguita con strumenti d'epoca, con il Concentus Musicus Wien nel 1965 e nel 1970 fu invece l'evangelista nella Passione secondo Matteo. Ha registrato inoltre le stesse composizioni e l'Oratorio di Natale con Michel Corboz. Ha registrato anche cantate di Bach con Helmuth Rilling. Con Harnoncourt ha registrato alcune composizioni di Claudio Monteverdi, come L'Orfeo, Il ritorno d'Ulisse in patria, L'incoronazione di Poppea e il Vespro della Beata Vergine . Ha inoltre registrato musica sacra del periodo classico con i piccoli cantori di Vienna, come la Missa solemnis in do minore e la messa dell'incoronazione di Mozart, la Theresienmesse di Haydn e la messa n. 6 D 590 di Schubert.
Kurt Equiluz iniziò a insegnare nel 1964, fu nominato professore della Musikhochschule di Graz nel 1971 e della Wiener Musikakademie nel 1982.

## Registrazioni selezionate
- Bach: Johannes-Passion, BWV 245

Kurt Equiluz (Evangelista), Max van Egmond, Treble & Alto Soloists della Wiener Sängerknaben, Bert van t'Hoff, Jacques Villisech, Wiener Sängerknaben, Chorus Viennensis, Concentus Musicus Wien, direttore Nikolaus Harnoncourt, Teldec 1965
- Bach: Matthäus-Passion, BWV 244

Kurt Equiluz (Evangelista), Karl Ridderbusch, solisti soprano della Wiener Sängerknaben, James Bowman, Tom Sutcliff, Paul Esswood, Nigel Rogers, Michael Schopper, Regensburger Domspatzen, Coro del King's College, Cambridge, Concentus Musicus Wien, Nikolaus Harnoncourt, Teldec 1970 ("Erste Gesamtaufnahme in authentischer Besetzung mit Originalinstrumenten. Aufnahmeort: Wien, Casino Zögernitz, settembre 1970. "- prima registrazione completa in autentica strumentazione con strumenti d'epoca, Vienna)
- Bach: Weihnachtsoratorium, BWV 248

Kurt Equiluz (Evangelista), Barbara Schlick, Carolyn Watkinson, Michel Brodard, Ensemble Vocal de Lausanne, Orchestre de Chambre de Lausanne, direttore Michel Corboz, Erato 1984
- Monteverdi: Vespro della Beata Vergine

Margaret Marshall, Felicity Palmer, Philip Langridge, Kurt Equiluz, Thomas Hampson, Arthur Korn, Arnold Schoenberg Chor, Tölzer Knabenchor, Wiener Hofburgkapelle, Choralschola, Concentus Musicus Wien, direttore Nikolaus Harnoncourt, Teldec 1987